# Lingua inupiaq
La lingua inupiaq è un insieme di dialetti e lingue appartenente alla lingua inuit, parlata dal popolo inupiaq in Alaska. La lingua fa parte delle lingue eschimo-aleutine ed è parlata da circa 7.000-9.000 persone.
Il termine inupiaq può essere anche reso come inupiat, inupiatun, iñupiaq, inyupiaq, inyupiat, inyupeat, inyupik e inupik.